# Uskedal
Uskedal is een plaats in de Noorse gemeente Kvinnherad, provincie Vestland. Uskedal telt 711 inwoners (2007) en heeft een oppervlakte van 0,96 km².

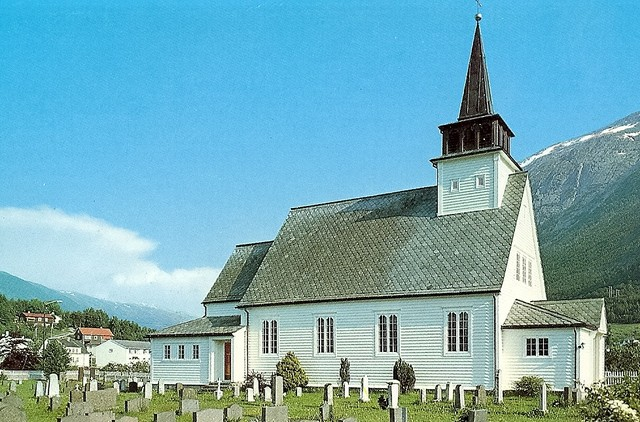
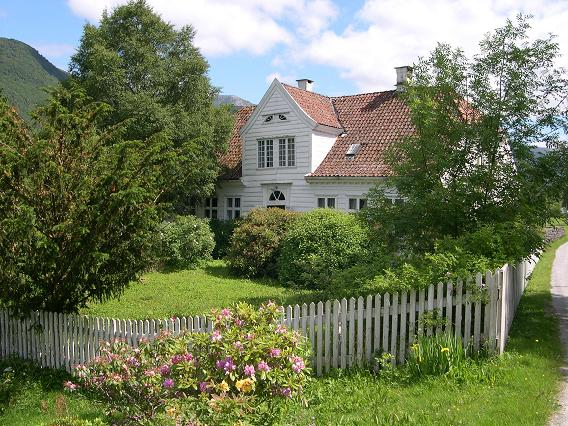

Dimmelsvik · Herøysund · Husnes · Rosendal · Sæbøvik · Seimsfoss · Sunde/Valen · Uskedal